# Referentiegrootboekschema
Het Referentie Grootboekschema vormt een standaard grootboekschema, specifiek ontwikkeld voor in Nederland belastingplichtige organisaties.
Een gestandaardiseerd grootboekschema maakt het eenvoudiger om financiële gegevens uit te wisselen en te analyseren. Het schema staat ook bekend als RGS.
Het Referentie Grootboekschema is vergelijkbaar met de Belgische variant onder de naam Minimumindeling Algemeen Rekeningstelsel met dien verstande dat het gebruik in Nederland van Referentie Grootboekschema niet verplicht is.
Het schema heeft een hiërarchische structuur met meerdere niveaus:
1. Totalen
2. Hoofdrubrieken
3. Rubrieken
4. Rekeningen
5. Mutaties

In de boekhouding wordt niet geboekt op codes uit het Referentie Grootboekschema. In plaats daarvan wordt het tot dusver gebruikte grootboekschema gebruikt en legt men een brugstaat vast tussen de grootboekrekeningnummers en de RGS-codes. De opstellers van het Referentie Grootboekschema bevelen aan om grootboekrekeningen te koppelen op minimaal het niveau van 'Rekeningen'. Ook wel niveau 4 genoemd.

## Schrijfwijze
Voor Referentie Grootboekschema zijn meerdere schrijfwijzen in omloop. De Belastingdienst hanteert Referentie Grootboekschema, terwijl de referentiesite Referentie GrootboekSchema hanteert. In beide bronnen wordt meestal de afkorting RGS gebruikt.

## Versies
Het Referentie Grootboekschema heeft verschillende versies. De laatste vrijgegeven versie is 3.5.